# Vernoil-le-Fourrier
Vernoil-le-Fourrier is een gemeente in het Franse departement Maine-et-Loire (regio Pays de la Loire). De plaats maakt deel uit van het arrondissement Saumur. Vernoil-le-Fourrier telde op 1 januari 2022 1.330 inwoners.

## Geografie
De oppervlakte van Vernoil-le-Fourrier bedroeg op 1 januari 2022 33,1 vierkante kilometer; de bevolkingsdichtheid was toen 40,2 inwoners per km².

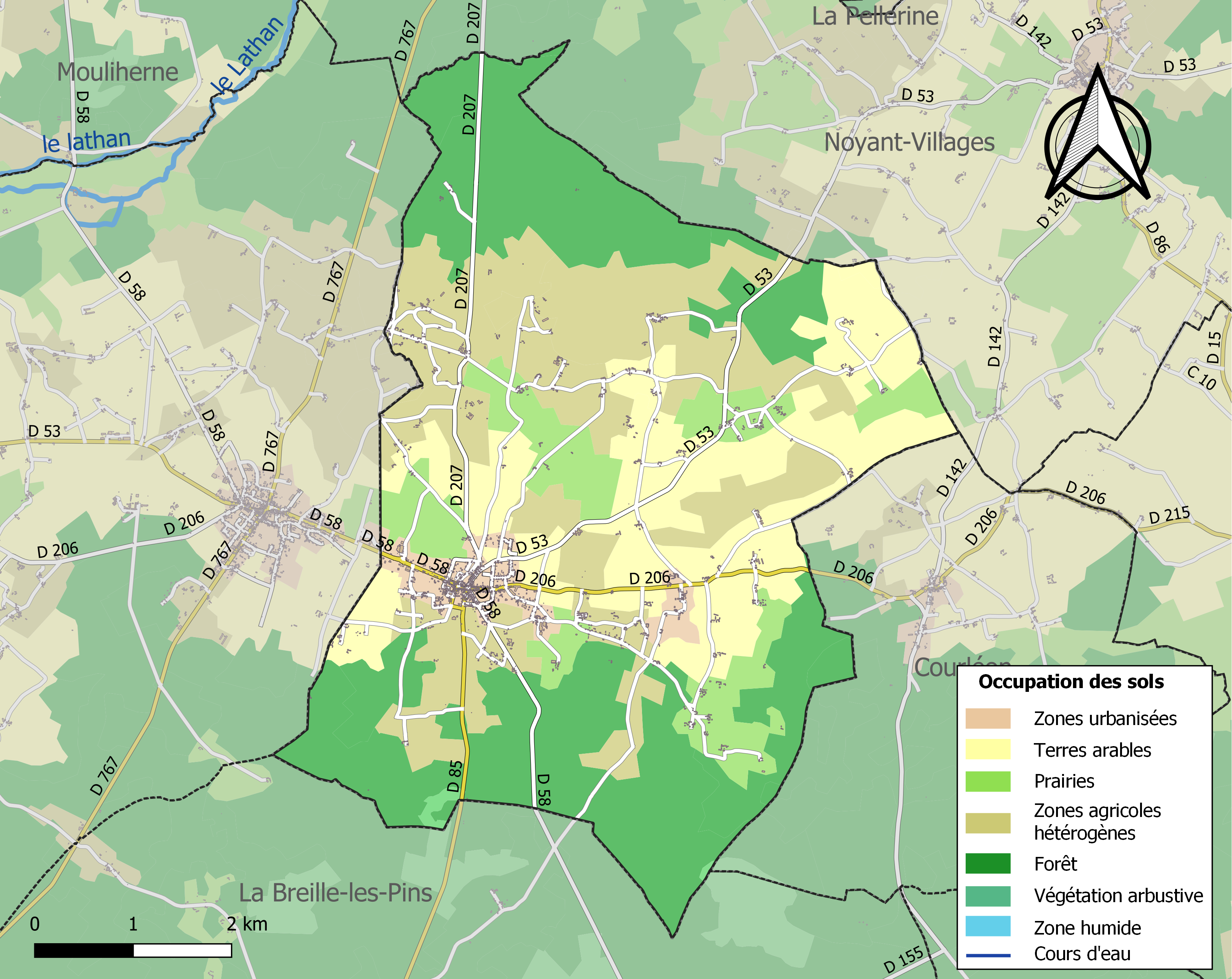
Kaart van de gemeente met de belangrijkste infrastructuur, bodemgebruik en omliggende gemeenten

## Demografie
Onderstaande figuur toont het verloop van het inwonertal (bron: INSEE-tellingen).